# جون داي (لاعب كريكت بريطاني)
جون داي (15 أبريل 1881 - 9 نوفمبر 1949) (بالإنجليزية: John Day)‏ هو لاعب كريكت بريطاني.